# Благоевградска джамия
Благоевградската джамия е действащ мюсюлмански молитвен дом със статут на исторически и културен паметник от национално значение в Благоевград, България.
Джамията е разположена на площад „Гоце Делчев“ в северната част на града. Изградена е в XIX век. В 2009 година пострадва от пожар.